# ابو قمحه
ابو قمحه (انگلیسی: Abu Qamha) یک شهرک در استان نبطیه کشور لبنان است.